# Edificio del Centro Cultural América

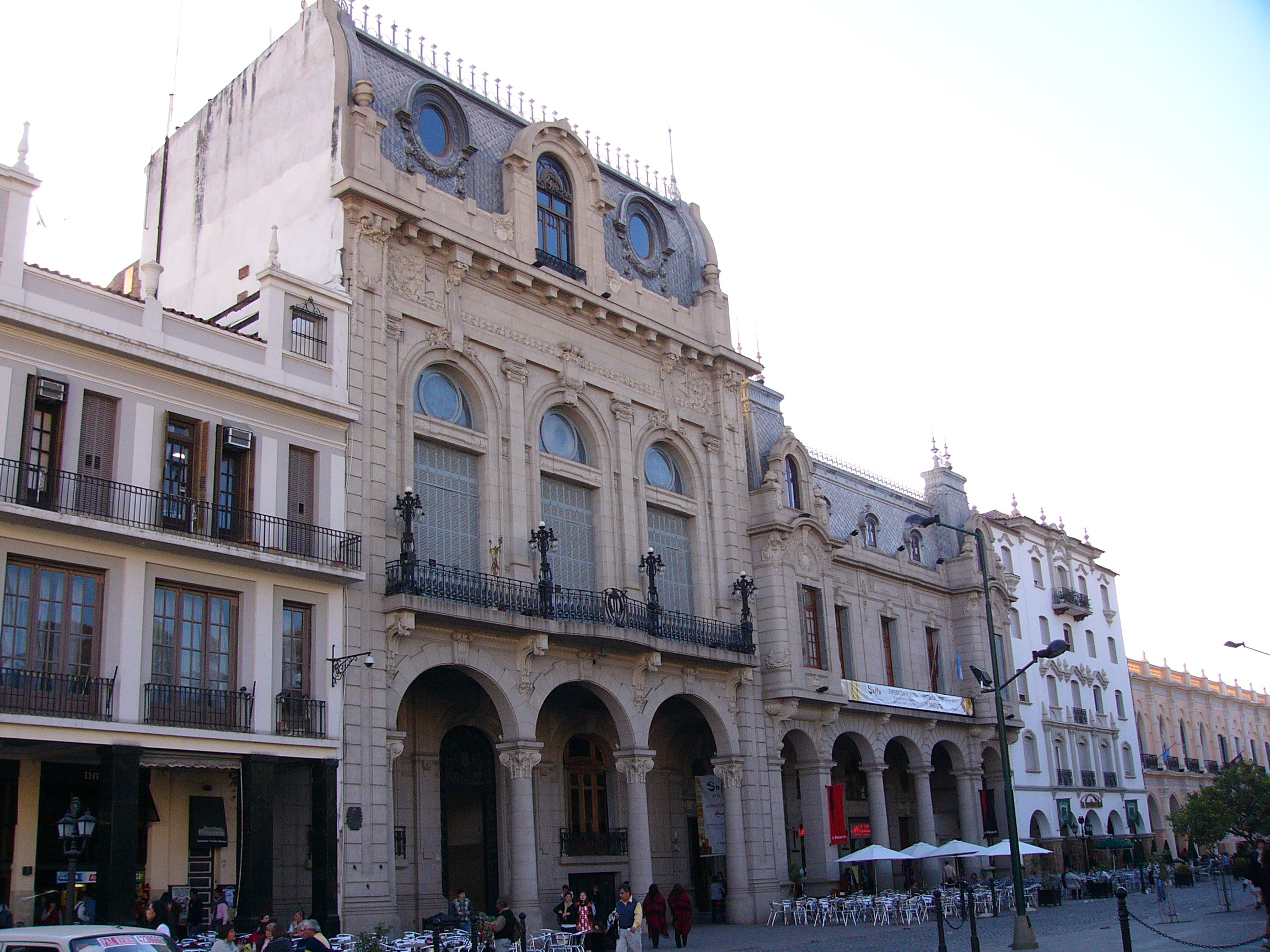
Fachada del Centro Cultural América.

El Edificio del Centro Cultural América se encuentra levantado en 1913 sobre territorio que perteneciera a la antigua iglesia de la Compañía de Jesús en calle Caseros y Mitre (que llegó a ser Catedral Martiz de Salta) fue sede del tradicional y aristocrático Club 20 de Febrero quién compró esas tierras al Obispado en 1908 y levantó su sede en ese lugar con un marcado estilo academicista francés.
El arquitecto de la obra, también ingeniero, fue Arturo Prins y siendo ejecutada por los ingenieros Cornejo y Correa, y quedó establecido como un exponente de la arquitectura del eclecticismo en Salta; su interior está adornado con escaleras, en torno al vacío del hall principal, se usaron columnas y perfiles de hierro y bronce, lo cual fue muy de vanguardia en su época. Se le colocaron pisos policromados de tipo veneciano, parques de roble de Eslovenia y fueron importados de Milán los vitrales que decoraron las paredes.
Para el año 1950 comenzó a funcionar como Casa de Gobierno producto de la expropiación del Gobierno Nacional de Juan Domingo Perón, para alojar a las numerosas oficinas y a la gran cantidad de personal, el lugar sufrió grandes reformas: se levantaron tabiques y paneles para subdividir espacios, se crearon entrepisos y se cambió la carpintería original. Funcionó como Gobernación hasta 1987 cuando esta se trasladó, quedando destinado el edificio de Mitre 23 a actividades culturales y protocolares y se adoptó el nombre de Centro Cultural América, al tiempo que se iniciaba su restauración, que consistió principalmente en la liberación de mamparas, subdivisiones y entrepisos, la recuperación de vitrales, pisos, carpintería y ornamentación. Se agregaron nuevas instalaciones y servicios necesarios para su nuevo destino.
Entre 1987 y 1990, se otorga a la primera planta una serie de nombres y como homenaje en sus cuatro salas principales llevaran los nombres de personalidades salteñas destacadas en diferentes áreas: Lola Mora(escultura), Manuel J. Castilla (poesía) Juana Manuela Gorriti (novela), y Arturo Wayar Tedín (teatro).
El edificio fue declarado Monumento Histórico Nacional por decreto N° 149 del 3 de febrero de 1994 durante la presidencia de Carlos Menem.  Desde 1987 hasta 2008 se realizan diversas actividades culturales y protocolares en sus diferentes salas y el salón principal, con la asistencia de una muy numerosa cantidad de visitantes. Así se ha forjado  un espacio de alta significación para toda la sociedad salteña. 